# Santa Isabel de Hungría curando a los tiñosos
Santa Isabel de Hungría curando a los tiñosos es un cuadro realizado en 1672 por el pintor español Bartolomé Esteban Murillo, por encargo de Miguel de Mañara, para la decoración de la iglesia de San Jorge del Hospital de la Hermandad de la Caridad de Sevilla. Tiene unas dimensiones de 3.25 x 2.45 metros y se encuentra situado actualmente, después de numerosos traslados, en el mismo lugar en el que fue colocado originalmente, en un retablo marco del citado templo. La obra forma parte de un grupo de lienzos que se le encargó al pintor para desarrollar un programa iconográfico relacionado con las obras de misericordia y el ejercicio de la caridad, con objeto de señalar a los miembros de la Hermandad de la Santa Caridad, radicada en esta iglesia, el camino que debían seguir en la tierra para alcanzar la salvación eterna. En el lienzo se representa a Santa Isabel de Hungría ayudada por unas damas, mientras vierte agua sobre la cabeza de un niño que se encuentra afectado de tiña cápitis, enfermedad del cuero cabelludo producida por hongos dermatofitos.

## Descripción
Santa Isabel de Hungría (1207-1231) era una mujer de ascendencia noble, hija del rey Andrés II de Hungría, tras quedar viuda en el año 1227 dedicó su vida a la religión y a socorrer a los enfermos y necesitados. Ordenó la construcción de un hospital en la ciudad de Marburgo en el que ella misma atendía a los pacientes. Más adelante ingresó en la orden terciaria franciscana, falleció muy joven, con solo 24 años, convirtiéndose en un símbolo de la caridad cristiana, en el año 1235 fue canonizada por el papa Gregorio IX, su culto se extendió rápidamente.
Existe numerosos cuadros que tratan sobre el tema de Santa Isabel atendiendo a enfermos. Esta obra tiene la particularidad de que los pacientes son niños afectados por tiña capitis, enfermedad contagiosa -muy frecuente en la época en se realizó el lienzo- que provocaba zonas de calvicie (alopecia), picor e infecciones secundarias al rascado, el proceso estaba favorecida por las malas condiciones de vida, hacinamiento y deficientes higiénicas. En el lienzo puede contemplarse como la Santa lava la cabeza de un joven ayudada por varias damas elegantemente vestidas, una de las cuales sostiene una aljofaina. Contrastan fuertemente sus lujosas vestiduras con los pobres y sucios ropajes de los tiñosos. La escena se desarrolla sobre el fondo de una arquitectura monumental y está bañada por una luz de tonos dorados que crea una sensación atmosférica que contribuye a difuminar los contornos, pero permite ver todos los detalles de los personajes. Al fondo, bajo un pórtico, puede contemplarse una segunda escena en la que también se representa a la Santa, pero esta vez en el acto de dar de comer a los pobres.

## Historia
La obra permaneció en su localización original en la Iglesia de San Jorge del Hospital de la Caridad hasta que el rey Carlos IV ordenó su traslado al Alcázar de Sevilla, para que fuera copiada por el pintor José María Cortés, con idea de enviar el original al Real Museo de Madrid y colocar la copia en su lugar de procedencia, este proyecto no fue finalmente llevado a cabo por distintas razones. En 1812, durante la Guerra de la Independencia española, el mariscal Soult del ejército francés requisó la obra y la regaló al Museo Napoleón de París para ser expuesta al público. En 1815 tras la nueva situación política de Francia y la restauración de la monarquía en dicha país, el cuadro fue devuelto a España, a pesar de que los círculos artísticos franceses y el entonces director del Museo del Louvre, Vivant Denon, se opuso decididamente a esta medida, sin lograr impedirla. Tras la vuelta a España del lienzo en 1815, quedó depositado en la Real Academia de Bellas Artes San Fernando de Madrid, donde permaneció hasta 1901, año en que se ubicó en el Museo del Prado por una Real Orden. La Hermandad de la Caridad realizó numerosas alegaciones para que el cuadro le fuera devuelto, por otra parte la Real Academia Sevillana de Buenas Letras y la Academia de Bellas Artes de Sevilla remitieron sendos escritos al Ministro de Instrucción Pública con la misma finalidad. Finalmente en 1939 el lienzo fue repuesto en el lugar para que fue realizado.